# Colin Fleming
Colin Fleming (Broxburn, 13 augustus 1984) is een Brits tennisser afkomstig uit Schotland. Hij is prof sinds 2003.
Fleming won samen met Jocelyn Rae op de Gemenebestspelen in 2010 een gouden medaille in het gemengd dubbel door in de finale het Australische duo Anastasia Rodionova/Paul Hanley te verslaan.

## Palmares
| Legenda                       | Legenda               |
| ----------------------------- | --------------------- |
| Grand Slam                    |                       |
| Olympische Spelen             |                       |
| tot 2009                      | vanaf 2009            |
| Tennis Masters Cup            | ATP Finals            |
| ATP Masters Series            | ATP Tour Masters 1000 |
| ATP International Series Gold | ATP Tour 500          |
| ATP International Series      | ATP Tour 250          |

### Dubbelspel
| Nr.                          | Datum             | Toernooi             | Ondergrond    | Partner         | Tegenstanders in finale                | Score                |         |
| ---------------------------- | ----------------- | -------------------- | ------------- | --------------- | -------------------------------------- | -------------------- | ------- |
| gewonnen finales herendubbel |                   |                      |               |                 |                                        |                      |         |
| 1.                           | 27 september 2009 | ATP Metz             | Hardcourt (i) | Ken Skupski     | Arnaud Clément Michaël Llodra          | 2-6, 6-4, [10-5]     | details |
| 2.                           | 1 november 2009   | ATP Sint-Petersburg  | Hardcourt (i) | Ken Skupski     | Jérémy Chardy Richard Gasquet          | 2–6, 7–5, [10–4]     | details |
| 3.                           | 30 oktober 2011   | ATP Sint-Petersburg  | Hardcourt (i) | Ross Hutchins   | Michail Jelgin Aleksandr Koedrjavtsev  | 6-3, 6-7(5), [10-8]  | details |
| 4.                           | 4 maart 2012      | ATP Delray Beach     | Hardcourt     | Ross Hutchins   | Michal Mertiňák André Sá               | 2–6, 7–6(5), [15–13] | details |
| 5.                           | 23 juni 2012      | ATP Eastbourne       | Gras          | Ross Hutchins   | Jamie Delgado Ken Skupski              | 6-4, 6-3             | details |
| 6.                           | 12 januari 2013   | ATP Auckland         | Hardcourt     | Bruno Soares    | Johan Brunström Frederik Nielsen       | 7-6(1), 7-6(2)       | details |
| 7.                           | 24 februari 2013  | ATP Marseille        | Hardcourt (i) | Rohan Bopanna   | Aisam-ul-Haq Qureshi Jean-Julien Rojer | 6-4, 7-6(3)          | details |
| 8.                           | 4 oktober 2015    | ATP Shenzhen         | Hardcourt     | Jonathan Erlich | Chris Guccione André Sá                | 6-1, 6-7(3), [10-6]  | details |
| verloren finales herendubbel |                   |                      |               |                 |                                        |                      |         |
| 1.                           | 19 juni 2010      | ATP Eastbourne       | Gras          | Ken Skupski     | Mariusz Fyrstenberg Marcin Matkowski   | 3-6, 7-5, [8-10]     | details |
| 2.                           | 9 april 2011      | ATP Casablanca       | Gravel        | Igor Zelenay    | Robert Lindstedt Horia Tecău           | 2–6, 1–6             | details |
| 3.                           | 15 juli 2012      | ATP Newport          | Gras          | Ross Hutchins   | Santiago González Scott Lipsky         | 6-7(3), 3-6          | details |
| 4.                           | 30 september 2012 | ATP Kuala Lumpur     | Hardcourt (i) | Ross Hutchins   | Alexander Peya Bruno Soares            | 7-5, 5-7, [7-10]     | details |
| 5.                           | 22 juni 2013      | ATP Eastbourne       | Gras          | Jonathan Murray | Alexander Peya Bruno Soares            | 6-3, 3-6, [8-10]     | details |
| 6.                           | 28 juli 2013      | ATP Atlanta          | Hardcourt (i) | Jonathan Murray | Édouard Roger-Vasselin Igor Sijsling   | 6-7(6), 3-6          | details |
| 7.                           | 11 augustus 2013  | ATP Montreal/Toronto | Hardcourt     | Andy Murray     | Alexander Peya Bruno Soares            | 4-6, 6-7(4)          | details |
| 8.                           | 4 mei 2014        | ATP München          | Gravel        | Ross Hutchins   | Jamie Murray John Peers                | 4-6, 2-6             | details |
| 9.                           | 22 februari 2015  | ATP Marseille        | Hardcourt (i) | Jonathan Murray | Marin Draganja Henri Kontinen          | 4-6, 6-3, [8-10]     | details |
| 10.                          | 2 augustus 2015   | ATP Atlanta          | Hardcourt     | Gilles Müller   | Bob Bryan Mike Bryan                   | 6-4, 6-7(2), [4-10]  | details |
| 11.                          | 21 februari 2016  | ATP Marseille        | Hardcourt (i) | Jonathan Erlich | Mate Pavić Michael Venus               | 2-6, 3-6             | details |
| gewonnen finales challengers |                   |                      |               |                 |                                        |                      |         |
| 1.                           | 16 november 2008  | Jersey               | Hardcourt (i) | Ken Skupski     | Chris Guccione Marcio Torres           | 6-3, 6-2             |         |
| 2.                           | 24 mei 2009       | Cremona              | Hardcourt     | Ken Skupski     | Daniele Bracciali Alessandro Motti     | 6-2, 6-1             |         |
| 3.                           | 2 augustus 2009   | Granby               | Hardcourt     | Ken Skupski     | Amir Hadad Harel Levy                  | 6-3, 7-6(6)          |         |
| 4.                           | 25 oktober 2009   | Orléans              | Hardcourt (i) | Ken Skupski     | Sébastien Grosjean Olivier Patience    | 6-1, 6-1             |         |
| 5.                           | 6 juni 2010       | Nottingham           | Gras          | Ken Skupski     | Eric Butorac Scott Lipsky              | 7-6(3), 6-4          |         |
| 6.                           | 7 november 2010   | Astana               | Hardcourt (i) | Ross Hutchins   | Michail Jelgin Aleksandr Koedrjavtsev  | 6-3, 7-6(10)         |         |
| 7.                           | 21 november 2010  | Bratislava           | Hardcourt (i) | Jamie Murray    | Travis Parrott Filip Polášek           | 6-2, 3-6, [10-6]     |         |
| 8.                           | 17 april 2011     | Athene               | Hardcourt     | Scott Lipsky    | Matthias Bachinger Benjamin Becker     | walk-over            |         |
| 9.                           | 5 juni 2011       | Nottingham           | Gras          | Ross Hutchins   | Dustin Brown Martin Emmrich            | 4-6, 7-6(8), [13-11] |         |
| 10.                          | 14 oktober 2014   | Istanboel            | Hardcourt     | Jonathan Murray | Jordan Kerr Fabrice Martin             | 6-4, 2-6, [10-8]     |         |

## Resultaten grandslamtoernooien
| Legenda | Legenda                          |
| ------- | -------------------------------- |
| g.t.    | geen toernooi gehouden           |
| l.c.    | lagere categorie                 |
| –       | niet deelgenomen                 |
| G       | uitgeschakeld in de groepsfase   |
| 1R      | uitgeschakeld in de eerste ronde |
| 2R      | uitgeschakeld in de tweede ronde |
| 3R      | uitgeschakeld in de derde ronde  |
| 4R      | uitgeschakeld in de vierde ronde |
| KF      | uitgeschakeld in de kwartfinale  |
| HF      | uitgeschakeld in de halve finale |
| F       | de finale verloren               |
| W       | het toernooi gewonnen            |
| w-v     | winst/verlies-balans             |

### Enkelspel
Fleming speelde tot en met 2011 niet in het enkelspel op een grandslamtoernooi.

### Mannendubbelspel
| Grandslamtoernooien   |               |               |               |       |               |               |               |       |       |         |
| Australian Open       | –             | –             | 2R            | 1R    | 3R            | 1R            | 2R            | –     | 1R    | 4-6     |
| Roland Garros         | –             | –             | 2R            | 2R    | –             | 1R            | 1R            | 1R    | 2R    | 3-6     |
| Wimbledon             | 1R            | 1R            | 2R            | KF    | 1R            | 3R            | 1R            | 2R    | 1R    | 7-9     |
| US Open               | –             | –             | 1R            | KF    | 3R            | KF            | 1R            | 3R    |       | 9-6     |
| Winst-verlies         | 0-1           | 0-1           | 3-4           | 7-4   | 4-3           | 5-4           | 1-4           | 3-3   | 1-3   | 24-27   |
| Tennis Masters Cup    |               |               |               |       |               |               |               |       |       |         |
| ATP World Tour Finals | –             | –             | –             | –     | –             | –             | –             | –     |       | 4-3     |
| ATP Masters 1000      |               |               |               |       |               |               |               |       |       |         |
| Indian Wells          | –             | –             | –             | –     | 1R            | KF            | 2R            | –     | 1R    | 3-4     |
| Miami                 | –             | –             | –             | –     | 2R            | 1R            | 1R            | –     | –     | 1-3     |
| Monte Carlo           | –             | –             | –             | –     | –             | 2R            | –             | –     | –     | 1-1     |
| Hamburg               | –             | l.c.          | l.c.          | l.c.  | l.c.          | l.c.          | l.c.          | l.c.  | l.c.  | 0-0     |
| Madrid                | –             | –             | –             | –     | –             | –             | –             | –     | –     | 0-0     |
| Rome                  | –             | –             | –             | –     | –             | –             | –             | –     | –     | 0-0     |
| Montréal/Toronto      | –             | –             | –             | –     | –             | F             | –             | –     |       | 3-1     |
| Cincinnati            | –             | –             | –             | –     | 1R            | –             | –             | –     |       | 0-1     |
| Shanghai              | l.c.          | –             | –             | –     | HF            | 2R            | –             | –     |       | 4-2     |
| Parijs                | –             | –             | –             | 2R    | 2R            | –             | –             | 1R    |       | 2-3     |
| Olympische Spelen     |               |               |               |       |               |               |               |       |       |         |
| Olympische Spelen     | geen toernooi | geen toernooi | geen toernooi | –     | geen toernooi | geen toernooi | geen toernooi |       | 0-0   |         |
| Statistieken          |               |               |               |       |               |               |               |       |       |         |
| Totaal aantal titels  | 0             | 2             | 0             | 1     | 2             | 2             | 0             | 1     | 0     | 8       |
| Totaal winst-verlies  | 0-1           | 11-4          | 15-20         | 27-20 | 36-22         | 38-22         | 13-25         | 17-17 | 12-14 | 169-145 |
| Eindejaarsranking     | 226           | 56            | 73            | 33    | 27            | 27            | 71            | 58    |       |         |